# Mikhaïl Artsybachev
Mikhaïl Petrovitch Artsybachev (en russe : Михаи́л Петро́вич Арцыба́шев), né le 24 octobre 1878 (5 novembre dans le calendrier grégorien) dans le village de Dobroslavovka, près d'Akhtyrka, dans le gouvernement de Kharkov (Empire russe), mort le 3 mars 1927 à Varsovie (Pologne) est un publiciste, écrivain et dramaturge russe, qui connut un extraordinaire succès populaire au début du XXe siècle avant d'être censuré en partie par le régime tsariste puis totalement par le régime soviétique et de sombrer dans l'oubli, son œuvre n'étant plus rééditée avant 1994. Du côté maternel, il était l'arrière-petit-fils de Tadeusz Kościuszko.

## Biographie

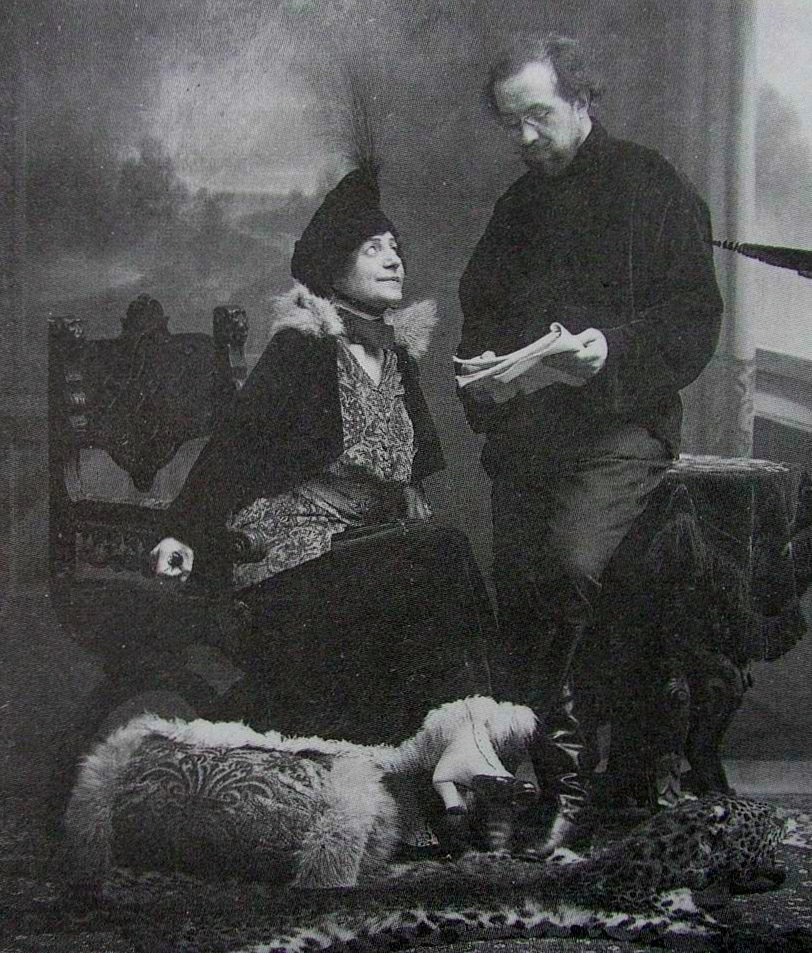
Arstybachev lit sa pièce La Loi des sauvages («Закон дикаря») à l'actrice Yarovskaïa, photographie d'Alexandre Bulla, 1915.

Il provient d'une famille de la petite noblesse terrienne, son père dirige la police de l'ouyezd locale. Il étudie au lycée d'Akhtyrka, puis à l'école de dessin et de peinture de Kharkov (1897-1898). Il collabore à partir de 1894 dans des journaux de province (notamment le journal de Kharkov, Le District méridional («Южный край»), en publiant des récits, des reportages, etc. En 1898, il s'installe à Saint-Pétersbourg où il publie des articles sur des expositions, des récits humoristiques ou des caricatures dans La Gazette pétersbourgeoise, La Feuille pétersbourgeoise ou dans Le Bouffon («Шут»).
Mikhaïl Petrovitch Artsybachev commença sa vie artistique par la peinture et réussit à transmettre son goût pour les arts plastiques à son fils Boris (1899-1965) qui fut un illustrateur de talent aux États-Unis.
La première publication qui rencontre un certain écho est le récit La Rencontre («Встреча») dans Le Journal pour tous (1901), suivie de La Mort de Landais «Смерть Ланде» (1904); après ses succès, il met fin à sa carrière de dessinateur pour se consacrer à l'écriture. Son premier livre est un recueil de récits Récits (tomes 1-2, Saint-Pétersbourg, 1905-1906). Il publie le roman À l'extrême limite «У последней черты» (1910-1912: qui décrit le suicide de sept personnages de différents types appartenant à l'intelligentsia), et les nouvelles Les Millions «Миллионы» (1908), Chevyriov l'employé «Рабочий Шевырёв» (1909), etc. les pièces dramatiques Jalousie «Ревность» (1913) et La Loi des sauvages «Закон дикаря» (1915), ainsi qu'un recueil de pensées Mirage éternel «Вечный мираж», écrit en 1919 et édité à Berlin en 1922.
Sa pièce Jalousie montée en 1913 obtient un grand succès et elle est même jouée à l'étranger et portée à l'écran. Le film sort en 1914, réalisé par Khanjonkov. Il écrit encore la pièce La Guerre en 1914 et Les Ennemis en 1916, polémiquant avec Gorki.
Son drame La Lois des sauvages est écrit en réponse à la pièce d'Andreïev Anfissa. Elle est mise à l'écran sous le titre Le Mari et il est l'auteur du scénario. Il rencontre un grand succès malgré la censure morale de l'époque. D'autres films muets dont il signe le scénario sortent avant la révolution d'Octobre (dont À l'extrême limite), mais les copies ont malheureusement disparu.
Sa dernière œuvre en quatre actes Le Diable (1925) qu'il qualifie de « farce tragique », a pour protagonistes des socialistes, des ouvriers, des membres de l'intelligentsia, etc. C'est un jugement sur la révolution, ses méthodes et ses conséquences.

## Sanine
Sanine est le roman le plus célèbre d'Artsybachev, qui causa un immense scandale, fut censuré dès sa publication en 1907. Un néologisme apparut même, tiré du titre et du nom éponyme du héros principal de ce roman: le « saninisme ». Ce terme, qui fut repris par des écrivains français ayant eu connaissance des œuvres russes du début du XXe siècle (Blaise Cendrars, par exemple, dans sa Prose du Transsibérien) et qui plonge les lecteurs dans la consternation car ils n'ont pas accès aux sources, celles-ci ayant été censurées, ce terme signifie « léthargie de l'homme solitaire et désespéré, angoissé, cynique et érotomane, anarchiste, nihiliste, suicidaire... » En russe, « saninisme » se dit Saninchina (Саниншина). Un demi-siècle auparavant, l'écrivain russe Gontcharov avait publié le roman Oblomov, avec le héros éponyme, d'où est tiré le néologisme « oblomovisme », qui se dit en russe oblomovchina (oбломовшина) : Oblomov est devenu l'archétype de l'homme plongé dans la torpeur, la nostalgie, incapable de prendre le train de la modernité en marche, préférant traîner dans sa robe de chambre plutôt que de courir faire des affaires et préférant les rêves au réel... Il y a beaucoup d'oblomovisme dans le saninisme, il y a beaucoup d'Oblomov dans Sanine, au moins l'amour de la Russie idyllique, telle qu'elle est peinte dans les tableaux de Lévitan, dans les illustrations d'Ivan Bilibine, le merveilleux illustrateur des contes et légendes russes, des poèmes de Pouchkine. Le roman Sanine décrit avec luxuriance la nature du pays natal d'Artsybachev : la Petite Russie (l'actuelle Ukraine), berceau de la civilisation russe. Dobroslavovka, le village natal de l'auteur, signifie « bienveillante petite Slave », expression qui peut désigner toutes les héroïnes de ce roman, débordantes de sensualité, d'énergie vitale, de spontanéité, sortes de naïades, de sirènes, de la mythologie païenne slave toujours vivace.
Sanine, le héros principal de ce roman, est un personnage nietzschéen, invitant au renversement des valeurs établies, avec une perpétuelle ironie, un cynisme qui révolte les conformistes et les réactionnaires. Il évoque la jouissance en termes crus et vrais, de manière bucolique, poétique, au-delà des carcans religieux et moraux.
Dans le roman la famille Sanine et la famille Svarogith sont des familles antagonistes.
Vladimir Sasine a une sœur, qui comme lui tente de profiter de la vie mais doit souffrir de ce que les autres vont penser d'elle, étant une femme et pas un homme.
Yourii Svarogitch a également une sœur Lyalya qui contrairement à Lyda a décidé de suivre un destin tout tracé sans se poser de question. Elle représente la femme telle qu'on la voulait à l'époque.
Tout au long du roman nous suivons donc ces deux familles et la société qui l'entoure. Ainsi loin de la société pétersbourgeoise, la vision du monde de Sasine et de Yourii s'entrechoquent continuellement. Yourii est l'archétype du mal du siècle qu'on retrouve dans les romans Européens du XIXe siècle.

## Émigration

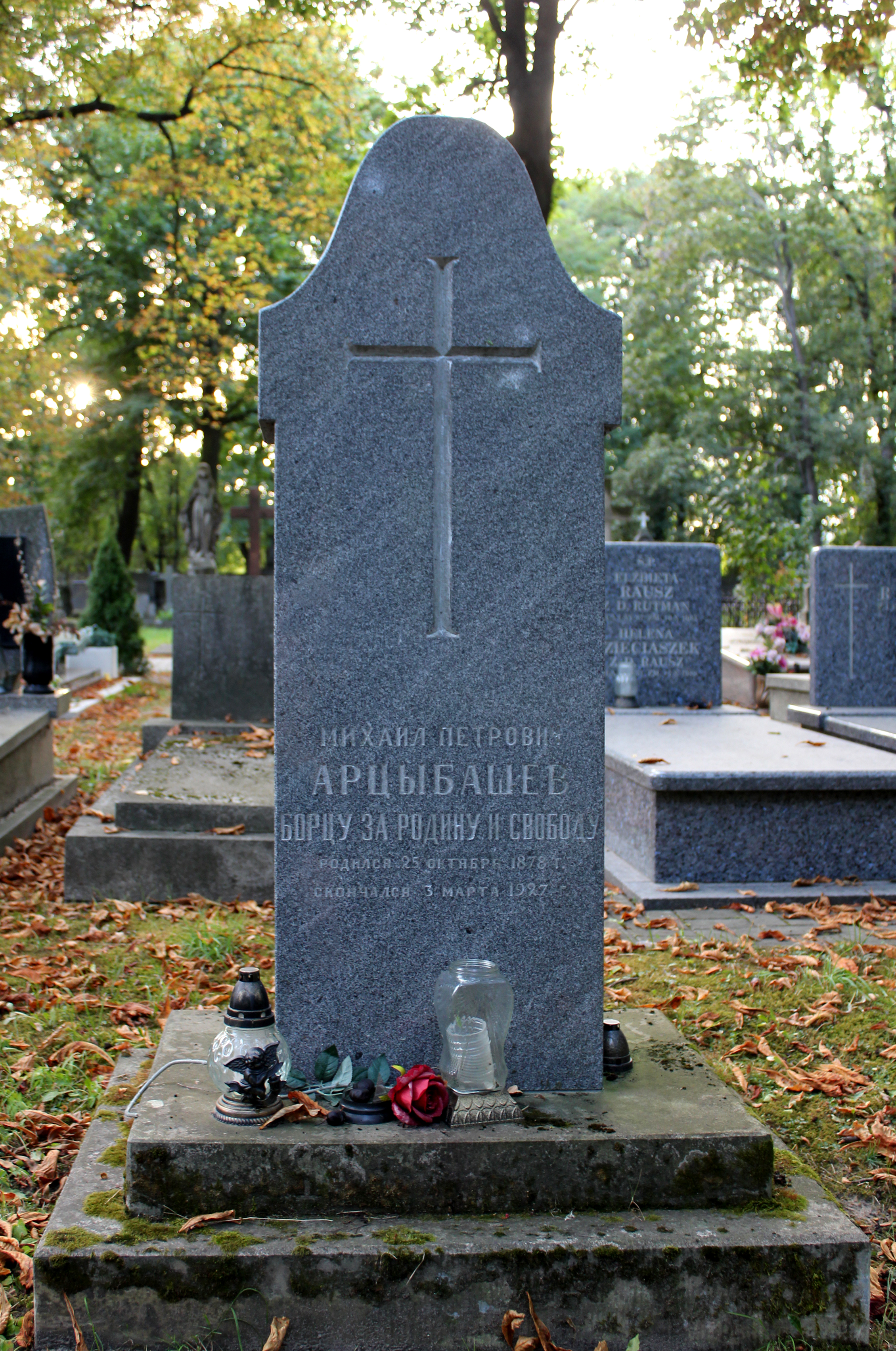
Tombe d'Artsybachev au Cimetière orthodoxe de Varsovie, 2023; photo Ivonna Nowicka

Sous le prétexte de se faire soigner et alors que les frontières ne sont pas encore totalement fermées, il obtient la permission de se rendre en Pologne en 1923. Il y obtient un passeport polonais, sa mère étant d'origine polonaise. Il considère que la vie créatrice dans la nouvelle Russie soviétique est impossible et qu'il ne peut plus supporter l'idéologie bolchévique. Il s'explique de la sorte : Que sont les émigrés? Ce sont des gens qui n'ont pu se faire à la tyrannie bolchévique et ont préféré la dure liberté de l'exil plutôt que de vivre sous le fouet des bourreaux du Kremlin. Honneur et louange à eux !
En Pologne, Artsybachev est un des dirigeants et auteurs du journal Pour la liberté «За Свободу!», destiné à l'émigration russe. Il y publie une centaine d'articles entre 1923 et 1927 qui rencontrent un certain écho dans l'émigration russe, critiquant le bolchévisme et la censure journalistique en URSS, et abordant des thèmes de société et la littérature russe. Il publie son recueil Sous le soleil à Varsovie en 1924, sa pièce Le Diable en 1925 et divers articles en 1925.
Sa production littéraire n'est pas publiée en URSS avant la fin des années 1980.

## Œuvres
Les œuvres majeures de Mikhaïl Artsybachev sont :
- Sanine («Санин», 1907). Préface et traduction du russe en français par Geneviève Dispot, aux éditions "L'âge d'Homme", dans la collection "Classiques slaves" (2013)
- Le Baiser au néant, titre de la première traduction française dite intégrale de Sanine, par Jean Leclère, Bruxelles, éd. La Boétie, 1946.
- L'Épouvante («Ужас», 1905)
- À l'extrême limite («У последней черты», 1912)
- Sous le soleil («Под солнцем», 1924), rééd. 2014, Viktoriya et Patrice Lajoye